# ألوية أحفاد الرسول
ألوية أحفاد الرسول كانت جماعة سورية ثائرة تقاتل ضد الحكومة السورية في الثورة السورية. وقد مولتها الحكومة القطرية.
جماعاتها الفرعية البارزة تشمل كتيبة الحق وكتيبة شهداء الجولان وكتيبة صقور الجولان وكتيبة صقور جبل الزاوية. بحلول أغسطس 2013، كانت الجماعة قد استمالت نحو 50 جماعة من جميع أنحاء سوريا؛ ومع ذلك، كانت الأقوى في محافظة إدلب.
شاركت أحفاد الرسول في تفجير 2 سبتمبر 2012 الذي استهدف مبنى الأركان العامة للجيش السوري في دمشق. زعيمها، زياد حاج عبيد، كان عضو في لجنة الأسلحة للقيادة العسكرية العليا.
قبل أوائل عام 2014، جرى وصف أحفاد الرسول بالمنحلة، مع تصنيف العديد من الوحدات الفرعية أنفسها كأعضاء في جبهة ثوار سوريا. كما أن أعضاء سابقين في الجماعة هم جزء من الفرقة الأولى الساحلية.